# Флаг муниципального округа Рязанский
Флаг внутригородского муниципального образования муниципальный округ Ряза́нский в Юго-Восточном административном округе города Москвы Российской Федерации — опознавательно-правовой знак, служащий официальным символом муниципального образования.
Первоначально флаг был утверждён 2 апреля 2002 года как флаг района Рязанский города Москвы. 15 июня 2004 года данный флаг, с незначительным изменением пропорций фигур и полос, был утверждён как флаг муниципального образования Рязанское.
Законом города Москвы от 11 апреля 2012 года № 11, муниципальное образование Рязанское было преобразовано в муниципальный округ Рязанский.

## Описание
Описание флага утверждённого распоряжением префекта Юго-Восточного административного округа в городе Москве от 2 апреля 2002 года № 842:

Флаг района Рязанский представляет собой прямоугольное полотнище с отношением ширины флага к его длине 2:3 красного цвета с жёлтой вертикальной полосой по центру. Ширина полосы составляет 4/13 длины полотнища. В центре полотнища находятся перекрещённые слева зелёный кадуцей с жёлтыми крыльями и белыми змеями, а справа — белым мечом. Над ними сверху княжеская шапка с зелёным верхом и чёрной меховой опушкой. Габаритная ширина изображения основных элементов гербовой эмблемы на флаге района Рязанский должна составлять 1/2 длины полотнища флага.

Описание флага утверждённого решением муниципального Собрания внутригородского муниципального образования Нижегородское от 11 марта 2004 года № 3/1:

Флаг муниципального образования Рязанское представляет собой двустороннее, прямоугольное полотнище с соотношением сторон 2:3.
Полотнище состоит из трёх вертикальных полос: красной, жёлтой и красной. Ширина средней жёлтой полосы составляет 3/10 длины полотнища, красные полосы равновелики.
В центре полотнища, поверх полос, помещено изображение перекрещённых белого меча, обращённого в верхний, прилегающий к древку угол полотнища, и зелёного жезла Меркурия с жёлтыми крыльями и белыми змеями, а также княжеской шапки с зелёным верхом и чёрной меховой опушкой над ними. Габаритные размеры изображения составляют 7/12 длины и 3/4 ширины полотнища.

## Обоснование символики
Жёлтая полоса символизирует проходящую через территорию муниципального образования старую Рязанскую дорогу, ныне Рязанское шоссе.
Меч символизирует историю муниципального образования и указывает на военное значение старой Рязанской дороги.
Жезл Меркурия обозначает торговое значение старой Рязанской дороги.
Княжеская шапка указывает на название муниципального образования, в частности на связь с городом Рязанью, из флага которого она заимствована.
Красные полосы указывают на древние связи с Рязанью, поскольку этот цвет традиционен для народного костюма Рязанской земли.